# Adenoviride
Adenoviride (în latină Adenoviridae) este o familie de virusuri cu potențial patogenic la diferite specii. S-au izolat, ca serotipuri patogene, 51 la om, 9 la bovine, 4 la porcine, 2 la canine, 2 la murinc, 8 aviare, etc.

## Morfologia adenovirusului
În această familie sunt încadrate virusuri cu genom ADN dublu catenar, cu o masă moleculară de 20-25x10 6 D. Capsida icosaedrică este alcătuită din 252 capsomere, din care 240 sunt hexamere și 12 sunt pentamere. Din fiecare pentonă pornește câte o prelungire asemănătoare cu un ac cu gămălie. Aceste prelungiri sunt diferite de la o specie virală la alta. Ele conțin un antigen specific cu rol în fixarea virusului pe celula gazdă și tot ele posedă și activitate hemaglutinantă. Pentonele conțin în structura lor o toxină responsabilă de efectul citopatic precoce, care apare atunci când în culturile de celule primare sunt inoculate doze mari de virus.
Particulele virale au un diametru de 70-90 nm fără prelungiri.
Maturarea virionilor se produce în nucleul celulei gazdă.

### Serotipuri
Adenovirusurile sunt rezistente la tratamentul cu eter și la pH-ul acid. Prin reacția de seroneutralizare au fost identificate mai multe serotipuri patogene pentru fiecare specie (51 la om, 9 bovine, 4 porcine, 2 canine, 2 murinc, 8 aviare etc).

#### Adenovirus bovin tip 3
Adenovirus bovin tip 3 a fost izolat în culturi de celule renale primare de vițel, imunoelectronomicroscopic, captare făcută cu ser specific anti-adenovirus tip 3 preparat pe iepure (mărirea 100.000 x., bara reprezintă 100 nm).

### Patologia
În culturile celulare virusurile sunt recunoscute prin efectul citopatic produs, manifestat prin rotunjiri și reducerea dimensiunilor celulei, condensări citoplasmatice și apariția de incluzii intranucleare abnormale.
Adenovirusurile au tropism pentru mucoase și produc sindroame enterice și/sau pulmonare. La câine produce hepatită contagioasă. La păsări provoacă hepatită cu incluzii.

## Adenovirusul uman 36 - cauza obezității transmisibile?
Adenovirusul uman 36 (Human adenovirus 36, HAdV-36, AD-36) a fost suspectat de legături cu obezitatea aviară în anul 2006 de câtre Dr. Nikhil Dhurandhar și colaboratorii, care au gasit o corelație pozitivă între cantitatea de grăsime din organism și prezența de anticorpi AD-36 în sânge.
Cercetări ulterioare au demonstrat experimental o creștere statistic-significantă a creșterii în greutate la găini și șoareci după infestarea cu tulpini similare de virusuri.
Deocamdată, AD-36 este singurul adenovirus uman care ar putea fi implicat în obezitatea umană, în afară de găini, șoareci, șobolani și maimuțe.
Se presupune că procesul patologic ar fi următorul: infecția cu AD-36 duce la creșterea numărului celulelor adipoase din organism prin inducerea diferențierii celulare pe deoparte și amplificarea numerică prin diviziune a pre-adipocitelor (3T3-L1) și a celulelor mamă (stem cells) derivate din țesutul adipos uman, pe de alta.

### Impactul public și mediatic
Rezultatele cercetărilor grupului Dr. Nikhil Dhurandhar (Pennington Biomedical Research Centre, Louisiana) și ale lui Richard Atkinson (University of Wisconsin), publicate la 18 martie 2006 în câteva websites au trezit un interes deosebit și au declanșat o serie de alte cercetări. Testele de laborator efectuate la 2000 de australieni au relevat că peste 20% dintre participanți sunt pozitivi la Ad-36 Ab.
La 26 ianuarie 2009 portaluri internetice de știri acuzau virusul AD-36 ca o cauză potențială a tendinței populației britanice la obezitate (vezi mai jos: Legături externe)